# Reichenfels
Reichenfels là một thị xã ở huyện Wolfsberg bang Carinthia, Áo. Đô thị này có diện tích 87,21 km², dân số thời điểm năm 2001 là 2063 người.